# Reticulære aktiveringssystem
Det retikulære aktiveringssystem (RAS) også kendt som det stigende retikulære aktiveringssystem (ARAS) og ekstrathalamtiske kontrolmodulatoriske system, er en gruppe af forbundne nuclei i hjernens vertebrater der er ansvarlig for reguleringen af vågenhed og søvn-vågen transitioner. Som dets navn impliceres, er dens mest indflydelsesrige komponent den retikulære formation.
| Fysiologi | Spire Denne artikel om fysiologi er en spire som bør udbygges. Du er velkommen til at hjælpe Wikipedia ved at udvide den. |